# Маєток білоруського Діда Мороза
Маєток білоруського Діда Мороза (біл. Памесце беларускага Дзеда Мароза) — туристичний об'єкт, що розташований у національному парку «Біловезька пуща» в Білорусі. Відкрито в грудні 2003 року.

## Історія
Доручення звести маєток Діда Мороза в Біловезькій пущі дав Президент Республіки Білорусь Олександр Лукашенко після відвідин ним національного парку влітку 2003 року. Воно було виконано в короткий термін — всього за три місяці. Бригада різьбярів під керівництвом відомого білоруського майстра Олександра Масло створила дерев'яні скульптури та здійснила художнє оформлення будівель в маєтку. Відкриття резиденції білоруського Діда Мороза, яка розмістилася на території колишнього зубророзплідника, відбулося 16 грудня 2003 року. Першим Дідом Морозом став кандидат біологічних наук В'ячеслав Васильович Семаков.
Із грудня 2006 року в маєтку побував Йоулупуккі - фінський Санта-Клаус.
13-15 грудня 2013 року святкувався 10-річний ювілей резиденції білоруського Діда Мороза і 150-річчя живої новорічної ялини, що виростала на його території (влітку наступного року сорокаметрову ялинку зрубали через її всихання). Ключовим заходом подвійного ювілею стало відкриття першої міжнародної казкової версти.
8 грудня 2018 року тут з'явився пам'ятний знак, присвячений Новому року (як стверджується, перший подібний пам'ятний знак у світі). Церемонія відкриття пам'ятника була приурочена до 15-річчя маєтку Діда Мороза. Кована композиція являє собою циферблат годинника, стрілки якого наближаються до півночі; на самому циферблаті знаходяться мішок з подарунками, валянки, посох і рукавиці Діда Мороза.

## Опис

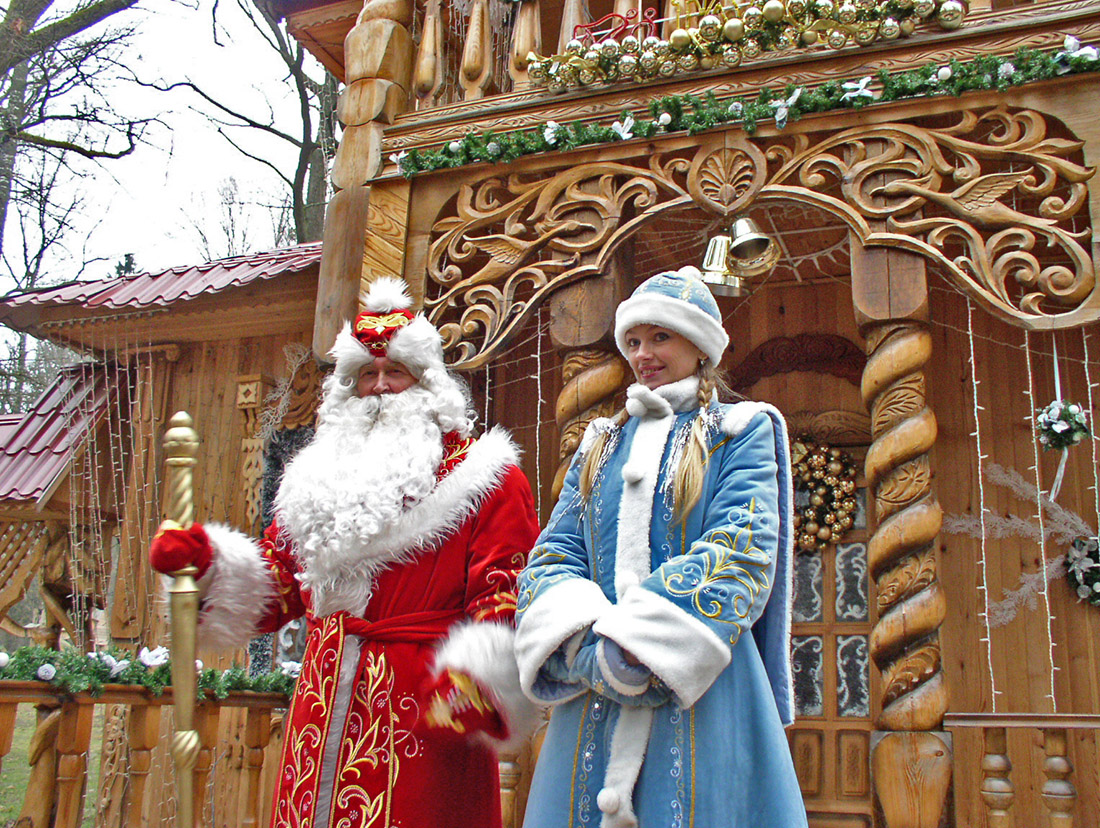
Білоруський Дід Мороз і Снігуронька в маєтку

Площа маєтку становить майже 15 гектарів. На його території розміщуються будинок Діда Мороза з тронним залом; терем Снігуронька; Скарбниця, де зберігаються листи, малюнки та вироби дітей, а також ряд експонатів старовинного побуту; вітряк; ставок.
Дерева і будови прикрашені гірляндами. Тільки на будинку Діда Мороза в нічний час загоряється близько 40 тисяч лампочок.
Численні дерев'яні скульптури зображують тварин і казкових персонажів, серед яких дерев'яні лицарі Дуб-Дубович і В'яз-В'язович на вході в маєток, скульптурні групи «Білосніжка і сім гномів» та «Дванадцять місяців», лось в упряжці та ін.
Листи Дідові Морозу з відповідною позначкою приходять на поштову адресу: 225063, Брестська область, Кам'янецький район, п/в Каменюки.

## Туристичний потік
Щорічно резиденцію білоруського Діда Мороза відвідували близько 150 тисяч туристів. У зв'язку із пандемією COVID-19 турпотік значно скоротився: у 2020 році в маєтку Діда Мороза побувало 65 тисяч осіб. Із 2003 року пам'ятку змогли побачити понад 1,5 млн туристів із більш ніж 100 країн світу. Резиденція приймає гостей цілий рік, проте пік відвідувачів припадає на грудень-січень.

## Примітка
1. ↑  Бамбиза, 2007, с. 3—4.
2. 1 2  Светлана Яскевич (15 грудня 2020). Кто он — первый белорусский Дед Мороз из Беловежской пущи?. zviazda.by. Звязда. Архів оригіналу за 3 грудня 2021. Процитовано 3 грудня 2021.
3. ↑  Елена Садовская (16 грудня 2013). Беловежская пуща намерена стать центром туристической аттракции и международной науки. wildlife.by. Архів оригіналу за 4 грудня 2021. Процитовано 4 грудня 2021.
4. 1 2  Огни на елке в поместье белорусского Деда Мороза зажгут 7 декабря. belta.by. БЕЛТА. 21 листопада 2019. Архів оригіналу за 3 грудня 2021. Процитовано 3 грудня 2021.
5. ↑  Симонович, 2019, с. 98.
6. ↑  Путеводитель, 2009, с. 13.
7. 1 2 3  Резиденция Деда Мороза в Беловежской пуще. belarus.by. Официальный сайт Республики Беларусь. Архів оригіналу за 3 грудня 2021. Процитовано 22 листопада 2021.
8. ↑  В Беловежской пуще установят первый в мире памятный знак Новому году. planetabelarus.by. Планета Беларусь. 19 листопада 2018. Архів оригіналу за 4 грудня 2021. Процитовано 4 грудня 2021.
9. ↑  Памятный знак Новому году открыли в поместье Деда Мороза в Беловежской пуще. belta.by. БЕЛТА. 8 грудня 2018. Архів оригіналу за 4 грудня 2021. Процитовано 4 грудня 2021.
10. ↑  Бамбиза, 2007, с. 5.
11. 1 2  Путеводитель, 2009, с. 12—13.
12. 1 2 3  Резиденция белорусского Деда Мороза. bp21.org.by. Беловежская пуща — 21 век. Архів оригіналу за 8 жовтня 2020. Процитовано 2 грудня 2021.
13. ↑  Бамбиза, 2007, с. 15.
14. ↑  Мерников, 2019, с. 12.
15. ↑  Кого и как встречает в пуще Дед Мороз в период пандемии и закрытых границ?. sputnik.by. 19 січня 2021. Архів оригіналу за 4 грудня 2021. Процитовано 21 листопада 2021.
16. ↑  Александр Нестеров (2 липня 2019). В Беловежской пуще рассказали, чем занимается белорусский Дед Мороз этим летом. sb.by. Беларусь сегодня. Архів оригіналу за 3 грудня 2021. Процитовано 4 грудня 2021.